# 비르켄베르더역
비르켄베르더 바이 베를린역(Bahnhof Birkenwerder (b Berlin))은 브란덴부르크주 오버하펠군 비르켄베르더에 있는 철도역이다. 1877년에 최초로 개통했고 1924년에 개통 당시 위치에서 남쪽으로 떨어진 현재 위치로 이설했다. 1950년대에는 베를린 외곽순환선과의 연결선이 건설되었다. 1927년까지는 단순히 호엔 비르켄베르더역으로만 불렸으며, 그 해부터 바이 베를린(b Berlin)이 병기되었다. 역 승강장은 베를린 S반 운행 구간에서는 유일하게 직류 750 V 제3궤조와 간선 철도의 교류 15 kV 16.7 Hz로 동시에 전철화되어 있다.

## 역사
1877년 7월 10일에 베를린 북부선의 남부 구간이 개통하면서 영업을 시작했다. 개통 당시에는 베를린-오라니엔부르크 구간을 하루 왕복 3회 운행하는 열차의 필수 정차역이었으며, 이 중 2회는 노이브란덴부르크까지 연장 운행했다. 베를린 근교 교통을 위해서 버스를 철도에서 운행할 수 있게 개조한 차량이 도입되었고, 1877년 말에는 추가로 왕복 3회 운행했다. 근교선 교통량이 증가하면서 1890년/1891년에 베를린-오라니엔부르크 구간이 복복선화되었고, 근교선과 장거리선이 분리되었다. 1891년 10월 1일부터 근교선 운임이 도입되었다. 1891년부터 근교선 열차가 하루 8왕복에서 13왕복으로 확대되었다. 1892년에는 비르켄베르더역이 3급역으로 지정되었다. 당시 역 시설로는 분기기 12개소, 화물 적재 시설, 전용선 연걸선이 있었다.
제1차 세계 대전 직전에는 근교선 열차가 1시간에 1~2편성 운행했다.
제1차 세계 대전 종전 이후 북부선의 용량이 한계에 다다르기 시작했다. 1918년 말에는 근교선과 장거리선 분리를 위하여 프로나우역-비르켄베르더역 구간의 복복선화가 시작되었다. 일부 경로가 변경되었고 철도 건널목은 고가화되거나 과선교가 설치되었다. 비르켄베르더역은 이 시기에 남쪽으로 이설되었고 새로운 역사가 건설되었다. 1925년에는 ET 169형 전동차 운행을 위해서 근교선이 직류 제3궤조로 전철화되었다. 그 해 6월 5일에는 비르켄베르더역까지, 오라니엔부르크역까지는 10월 초에 전철화되었다. 1930년대부터 S반이라는 명칭이 도입되었다. 1939년 베를린 남북 S반선 개통 이후에는 반제역까지 열차가 운행했다.
제2차 세계 대전 말기에는 영업이 중단되었다가 1945년 8월 18일에 정상화되었다. 전쟁으로 인한 파괴 및 소련에 전쟁 배상으로 인하여 시설 규모가 전쟁 이전에 비하여 상당히 축소되었다. 비르켄베르더역 이북의 장거리선과 S반선이 축소되었고 일부 건넘선이 철거되었기 때문에, 오라니엔부르크 방면으로 진행하는 열차는 비르켄베르더역의 인상선까지 진입한 다음 교행 열차 진입까지 기다렸다가 역으로 후진해서 진입해야 했다.
독일 분단 초기에 베를린 외곽순환선이 건설되었다. 오라니엔부르크발 외곽순환선 경유 열차는 비르켄베르더역에 정차했다. 1961년 베를린 장벽 건설 이후에는 베를린 직통 S반 노선의 운행이 중단되었고, 외곽순환선의 일부가 제3궤조로 전철화되어 S반 열차가 운행했다. 직류 전동차 S반은 20분 간격으로 호엔 노이엔도르프역, 블랑켄부르크역, 오스트크로이츠역을 경유하여 쇠네펠트 공항 및 슈핀들러스펠트역(야간, 주말) 방면으로 운행했다. 기관차 견인 열차는 베를린 외곽순환선의 북서부 구간을 운행했으며, 팔켄하겐 바이 나우엔, 나우엔, 포츠담 방면으로 운행했다. 헤니히스도르프역에서 오라니엔부르크 및 이북으로 진행하는 열차도 일부 비르켄베르더역에 정차했다.

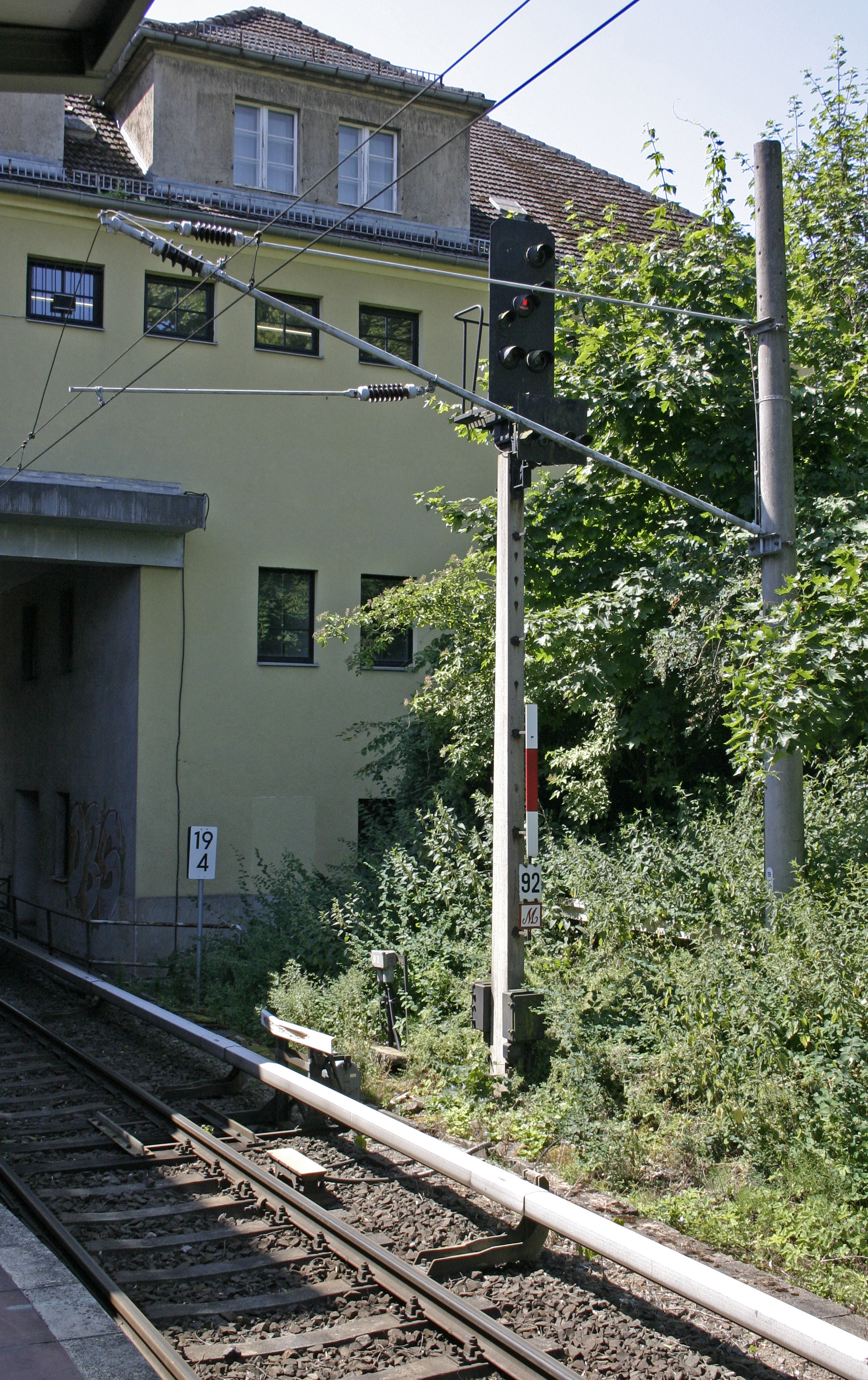
제3궤조와 가공전차선으로 동시에 전철화된 승강장, 2015년

1983년에는 비르켄베르더역 일대의 열차선이 전철화되었다. 지역간 열차가 S반 승강장에 계속 정차할 수 있도록 S반 승강장과 인상선이 가공전차선으로 추가로 전철화되었다. S반과 지역간 열차가 동시에 운행할 수 있도록 가공전차선은 항상 가압되어 있으나, 역 구내 가공전차선은 본선과는 절연되어 있다. 귀전 선로는 직류와 교류 전력망에 모두 연결되어 있다.
독일의 재통일 이후 1992년 5월부터 서베를린 방면 S반 운행이 복구되었다. 베를린 외곽순환선 방면 열차는 20분 배차 간격으로 계속 운행했으나(S10, 현재의 S8) 북쪽 종착역이 오라니엔부르크역에서 비르켄베르더역으로 단축되었다. 2014년에는 인상선이 개축되었고, 3선에서 2선으로 축소되었다.
2010년대 중반에는 역 천장에서 물이 새거나 지붕이 붕괴하는 등 역사 상태가 악화되었다. 도이체 반에서는 역사 시설 개선에 투자하지 않고 매각을 추진했다. 도이체 반에서는 2021년 11월 15일에 역사와 승강장의 보수공사를 시작했다. i2030 계획에서는 S반 승강장과 지역간 열차 승강장을 분리하여 2031년까지 완공할 예정이다. 이외에도 새로운 육교 건설 및 이와 연결되는 출입구 건설이 추진된다.

## 시설

### 역사
현재의 역사는 1924년에 건설된 선상역사이다. 베를린 방면 선로는 역 건물 아래로 지나간다. 승강장과 대합실 2층으로 구성되어 있으며, 대합실은 지상과 같은 높이에 있다. 역사 설계자는 베를린 S반의 여러 역을 설계한 리하르트 브라데만(Richard Brademann)이다. 호엔 노이엔도르프역 대합실과 철거된 바르샤우어 슈트라세역 대합실은 브라데만의 초기 설계작에 속한다. 역사 외부 역명 표기는 건설 당시의 양식을 유지하고 있다.
건설 당시에는 벽면이 노란색이었으며, 이와 대조되는 붉은 벽돌로 천장을 건설했다. 출발 통제실은 상층부에 위치해 있으며, 승강장으로 이어지는 계단이 설치되어 있다. 과선교 서쪽에서 역사 내부로 바로 진입할 수 있으며, 과선교와 승강장의 직통 통로는 보수 문제로 철거되었다. 하층부에는 신호소와 역무실이 위치해 있다. 출입문은 총 5곳 있으며, 이 중 3곳은 대합실, 2곳은 상업 시설로 연결된다.

### 신호소

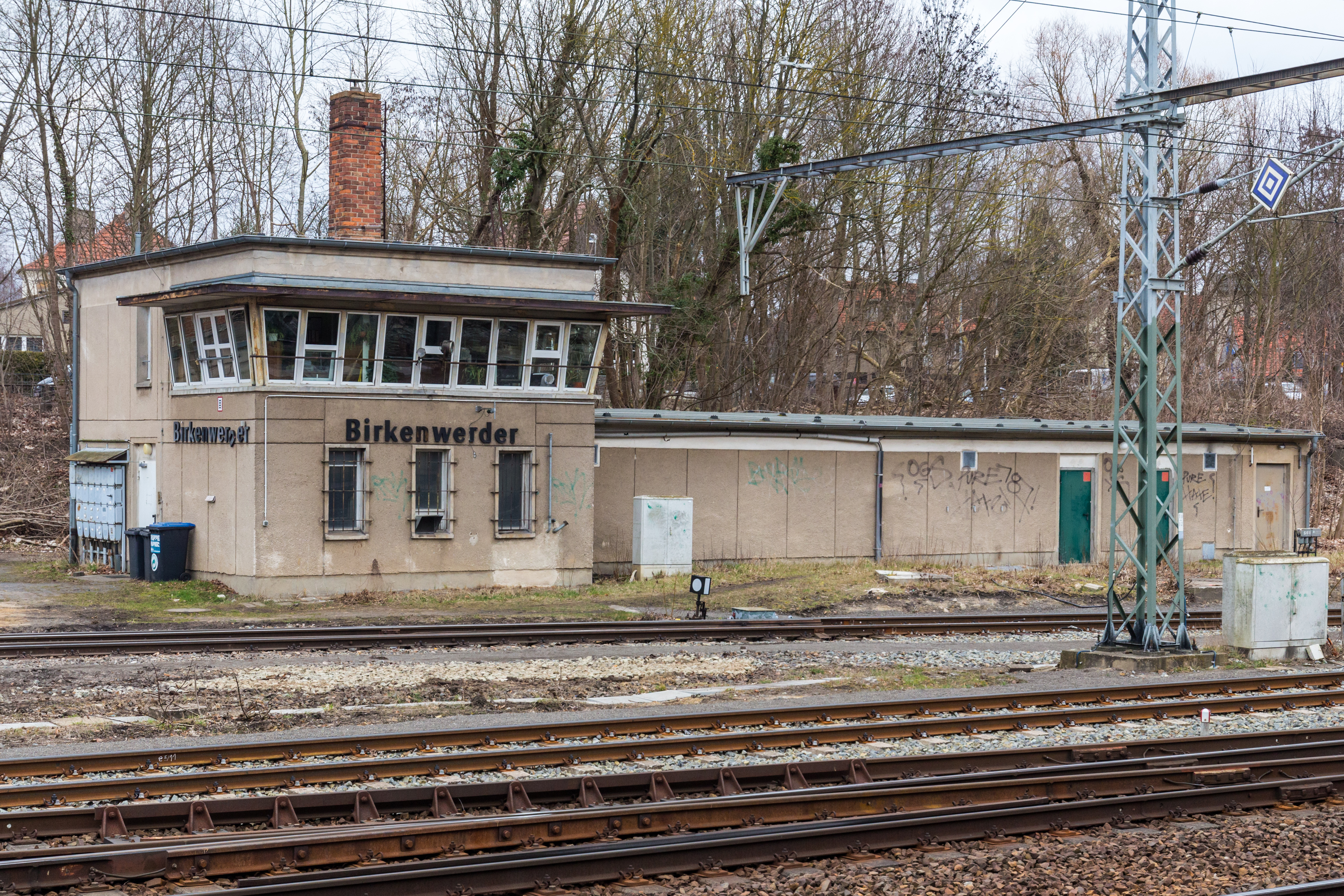
Bi 신호소, 2016년

1924년 역사 건설 당시 신 역사 부지에 Bis 신호소, 구 역사 부지에 Bib 신호소가 건설되었다. 신호소 건물은 보존되어 있으며 브란덴부르크주의 건축유산으로 지정되어 있다. 1944년/1945년에 K44형 신호소로 대체할 예정이었으나, 제2차 세계 대전으로 인하여 설치되지 못했다. 이 유형의 신호소는 분기기와 신호를 계전기로 제어하며, 역 선로 형상을 본뜬 제어 패널이 설치되어 있다. K44형 신호소는 전쟁 이후 서독과 동독에서 계속 사용되었다. 1963년에 독일국영철도에서 GS II DR형 신호소를 도입하여 과거의 신호소 두 곳을 대체했다.

### 선로와 승강장
비르켄베르더역은 장거리선 비르켄베르더 바이 베를린역(Birkenwerder (b Berlin)), S반선의 비르켄베르더 바이 베를린 S반역(Birkenwerder (b Berlin) (S-Bahn)), 비르켄베르더 노르트역(Birkenwerder Nord)으로 나뉘어 있다. S반역은 섬식 승강장(4번, 6번)이 설치되어 있으며 지역간 열차도 정차한다. S반선 북쪽으로 인상선 3선(14번, 16번, 18번) 및 급수선 1선(12번)이 설치되어 있다. 2014년 인상선 개축 이후로 2선으로 축소되었다. 장거리선은 본선 2선(오라니엔부르크 방면 1번선, 호엔 노이엔도르프 방면 2번선), 추월선 1선(3번선), 인상선 및 유치선이 설치되어 있다. S반역과 장거리선역은 연결선으로 연결되어 있으며, 쇤플리스역에서 연결선을 통해서 S반역으로 진입할 수는 없다.
S반 승강장 외에도 급수선과 인상선은 제3궤조와 가공전차선으로 동시에 전철화되어 있다. 두 급전선은 모두 상시 가압되어 있으며, 귀전선만 공유하는 형태이다. 진입하는 열차의 종류에 따라서 베를린 S반의 기계식 자동 열차 정지 장치나 간선 철도의 PZB 보안 장치가 작동한다. 건넘선이나 인상선 등 여러 선로에 걸친 열차는 양쪽의 보안 장치가 모두 작동한다. 역 구내 가공 전차선은 본선과는 절연되어 있으며, 건넘선에 약 3 m 정도의 교류-교류 절연구간이 존재한다. 이 구간을 통과할 때에는 주 차단기를 차단하고 관성으로 운행해야 한다. 역 구내가 절연되어 있기 때문에 급전 가능한 전력에 한계가 있어서 최대 사용 가능한 전류량은 200 A이다. 교류 전기 차량은 역 구내에 있을 때 전력 공급이 제한된다.
베를린 S반의 역 중 승강장에서 출발 통제가 진행되는 20곳의 역 중 하나이다.

### 붉은 다리

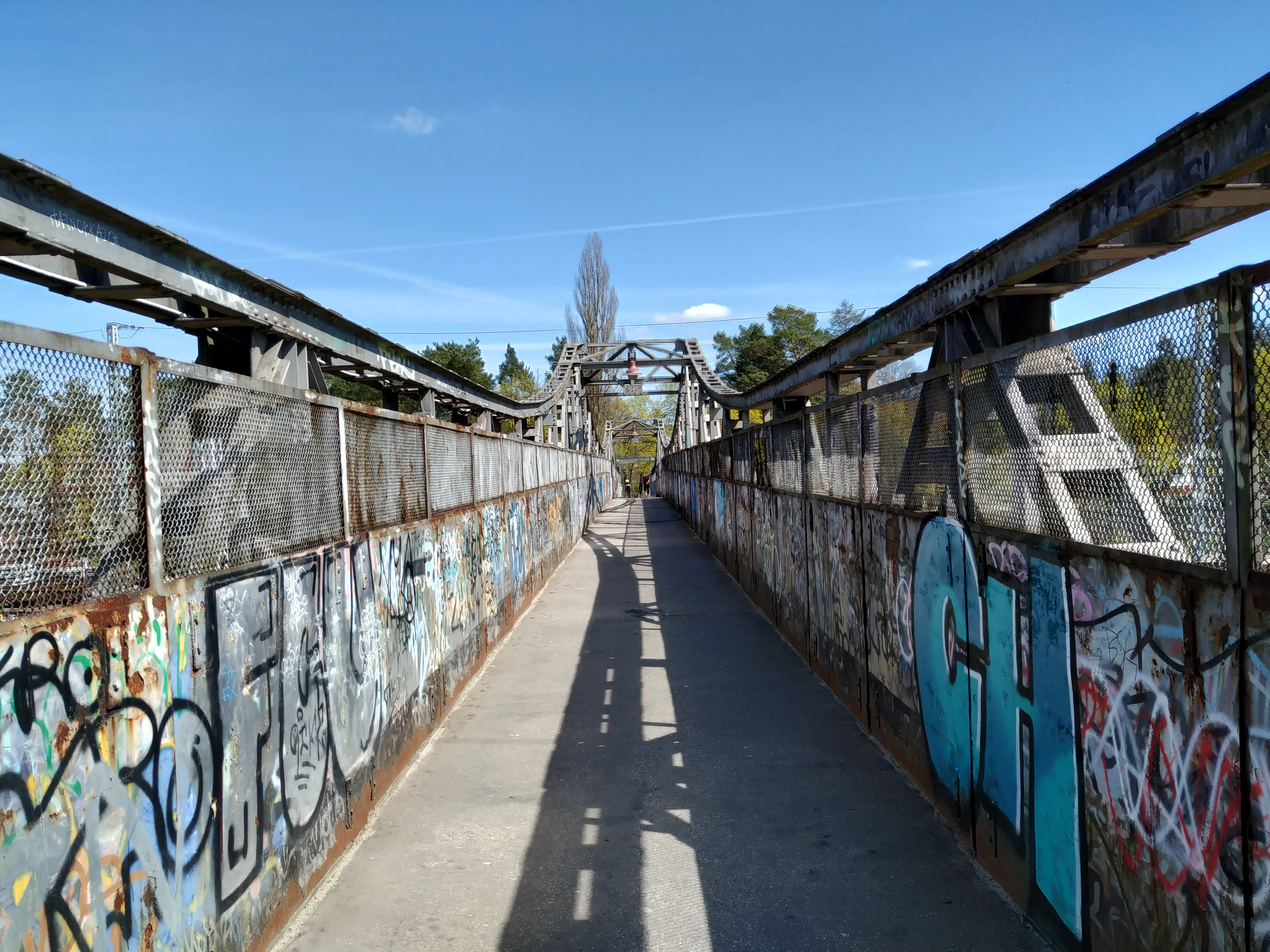
2022년

붉은 다리(Rote Brücke)는 1925년에 건설되었으며, 역 북쪽 선로를 가로지르나 역 승강장으로는 연결되지 않는다. 건설 당시의 색상에서 이름을 따 왔다. 브란덴부르크주의 건축유산으로 지정되어 있다.

### 접속 노선
비르켄베르더역을 경유하는 노선은 다음과 같다.
- 6030: 베를린 북부선 S반선
- 6088: 베를린 북부선 장거리선
- 6089: 호엔 노이엔도르프 베스트역 방면 진출, 베를린 외곽순환선의 짧은 연결선
- 6090: 호엔 노이엔도르프 베스트역에서 진입, 베를린 외곽순환선의 긴 연결선
- 6091: 쇤플리스역 방면 진입, 베를린 외곽순환선의 짧은 연결선
- 6092: 쇤플리스역 방면 진출, 베를린 외곽순환선의 긴 연결선

짧은 연결선은 북부선과 외곽순환선의 북서쪽과 북동쪽에 건설되어 있으며, 긴 연결선은 남동쪽에 건설되어 있다.

## 인접 정차역
| RB                                                | RB    | RB                                     |
| ------------------------------------------------- | ----- | -------------------------------------- |
| 호엔 노이엔도르프 베스트 포츠담 그리브니츠제 방면 | RB 20 | 오라니엔부르크 방면                    |
| 베를린 S반                                        |       |                                        |
| 보르크스도르프 오라니엔부르크 방면                | S1    | 호엔 노이엔도르프 베를린 반제 방면     |
| 시·종착역                                         | S8    | 호엔 노이엔도르프 그뤼나우/빌다우 방면 |